# Samuel Schuijer
Samuel (Sam) Schuijer (La Haia (Països Baixos), 9 de setembre, 1873 – Auschwitz, 11 de desembre, 1942), va ser un compositor, director d'orquestra.
Era fill de la parella de comerciants Abraham Schuijer i Roosje Kam. Els germans Arie Schuijer i Elie Schuijer també van treballar a la indústria musical. Ell mateix estava casat amb la cantant Elisabeth Alter des de 1894. Els fills Louis Schuijer i Abraham Schuijer (1897-1943) van seguir els passos del seu pare i oncle.
Va rebre la seva educació a l'Escola de Música de l'Haia. Hi va estudiar diverses assignatures, entre elles el fagot amb Jacob David Henriques de la Fuente. Després d'estudiar, es va convertir en fagot a Arnhem, Utrecht, Den Bosch i Amsterdam, on va viure a la plaça "Jonas Daniël Meijerplein". També va viatjar per Europa com a fagot solista acompanyat de l'orquestra d'Eduard Strauss. Un cop tornat als Països Baixos, va tocar i dirigir l'orquestra de l'Òpera Francesa de l'Haia en els càrrecs de repetidor i segon director de banda i després es va traslladar a l'Òpera per un breu període (1902) com a primer director de banda (cap d'orquestra), de Gant i posteriorment a París. Va tornar a La Haia, on va ser violinista i professor de música a la seva pròpia escola de música Samuel Schuijer a l'Oranjeplein i des de 1927 a "Laan van Meerdervoort". També va ser líder de la "Kurhaus Orchestra" (formada per membres de la "Residentie Orchestra") durant un temps i va actuar amb els cantants Louis Davids i Margie Morris; Schuijer va ser el piano a "Ell, ella i el piano".
El 1923 va formar part del "Residentie String Quartet" amb Eddy Waisvisz (1r violí), Schuijer (2n violí), Salomon Wertheim (viola) i Louis Schuijer (violoncel).
Durant la Segona Guerra Mundial la seva casa i l'escola es van buidar. La seva música va ser trobada i conservada pels nens al carrer després de cinquanta anys. Ell mateix va ser deportat al camp de Westerbork i d'allà a Auschwitz, on va ser assassinat. Els seus fills també van ser assassinats en camps de concentració; la mare havia mort el 1933.
Schuijer es va fer conegut amb:
- un drama musical Kol Nidrei
- una òpera titulada Salomé que es representava fins a Spa
- Cançons en to popular per a veu i piano, com Wiegenlied' i Maaierslied
- La chanson du rouet per a mezzosoprano i contralt
- Mes meilleurs souhatis
- opereta De triumf der liefde (El triomf de l'amor) (1909)
- òpera Madeleine sobre llibret de Jos van Veen, estrenada el 5 d'agost de 1919; la dona ha de triar entre riquesa o passió; papers per a Annie Ligthart, Jules Moes i Anton Dirks)[2]
- Preludi per a gran orquestra simfònica, premi de la Société des Authors, Compositeurs et Éditeurs de Musique (SACEM, departament holandès, on ell mateix va ser membre de la junta,)
- Zomernacht Idylle (Idil·li de Nit d'Estiu per a orquestra simfònica
- Waarom zoo laat? (Per què tan tard?) Premi flamenc Willems.
- La seva Sonata per a violí encara s'interpreta ocasionalment al segle XXI